# Shirgaon
Shirgaon es una  ciudad censal situada en el distrito de Palghar en el estado de Maharashtra (India). Su población es de 5971 habitantes (2011). Se encuentra a 60 km de Thane y a 6 km de Palghar.

## Demografía
Según el censo de 2011 la población de Shirgaon era de 5971 habitantes, de los cuales 3097 eran hombres y 2874 eran mujeres. Shirgaon tiene una tasa media de alfabetización del 88,18%, superior a la media estatal del 82,34%: la alfabetización masculina es del 93,36%, y la alfabetización femenina del 82,55%.